# Hexatoma cerberus
Hexatoma cerberus là một loài ruồi trong họ Limoniidae. Chúng phân bố ở miền Cổ bắc.